# Општина Турбуреа (Горж)
Турбуреа (рум. Turburea) општина је у Румунији у округу Горж.
Oпштина се налази на надморској висини од 159 m.